# Elena Gómez
Elena Gómez Servera (Manacor, 14 de novembro de 1985), é uma ex-ginasta espanhola que competiu em provas da ginástica artística. 
Goméz fez parte da equipe espanhola que disputou os Jogos Olímpicos de 2004 em Atenas, nos quais conquistou a oitava posição no individual geral e a quinta colocação na competição por equipes, em campeonatos mundiais seu melhor resultado foi na edição de Debrecen, na Hungria, onde conquistou a medalha de ouro no solo.

## Principais resultados
| Ano  | Evento             | Cidade     | AA  | Equipe | Barras assimétricas | Trave  | Solo              | Salto sobre o cavalo |
| ---- | ------------------ | ---------- | --- | ------ | ------------------- | ------ | ----------------- | -------------------- |
| 2001 | Campeonato Mundial | Gante      | 17º | 4º     |                     | 6º     |                   |                      |
| 2002 | Campeonato Mundial | Debrecen   | —   | —      |                     | 9º (Q) | Medalha de ouro   |                      |
| 2003 | Campeonato Mundial | Anaheim    | 5º  | 5º     |                     | 5º     | Medalha de bronze |                      |
| 2004 | Campeonato Europeu | Amesterdão | 5º  | 4º     |                     |        | Medalha de prata  |                      |
| 2004 | Jogos Olímpicos    | Atenas     | 8º  | 5º     |                     |        |                   |                      |